# Breutelia humbertii
Breutelia humbertii är en bladmossart som beskrevs av Potier de la Varde och Thériot 1940. Breutelia humbertii ingår i släktet gullhårsmossor, och familjen Bartramiaceae. Inga underarter finns listade i Catalogue of Life.